# پفیف
پفیف (به لاتین: Pfyffe) یک کوه در سوئیس است که در کانتون برن واقع شده‌است. پفیف ۱٬۶۶۶ متر بالاتر از سطح دریا واقع شده‌است.